# Історико-філологічне товариство при історико-філологічному інституті князя Безбородька в Ніжині
Історико-філологічне товариство при історико-філологічному інституті князя Безбородька в Ніжині – наукове об'єднання, створене 1894 викладачами Історико-філологічного інституту князя Безбородька для розробки й поширення історико-філологічних і педагогічних знань. Відповідно до статуту, затвердженого Міністерством народної освіти, складалося з почесних та дійсних членів, які працювали як у Ніжині, так і поза його межами; існувало на членські внески, державну субсидію (від 1900) та пожертви його чл. Керівництво складалося з голови, його товариша (заступника), секретаря та скарбника, які обиралися загальними зборами. Основною формою діяльності товариства були відкриті засідання, на яких заслуховувалися й обговорювалися реферати та повідомлення з проблем класичної філософії і філології, всесвітньої історії (здебільшого з питань історії Стародавньої Греції та Риму Стародавнього), слов'янознавства, історії й письменства Росії та України, історії Церкви. Вирішення організаційних питань виносилося на закриті засідання. Урочисті прилюдні засідання були присвячені пам'яті В.Антоновича, В.Бєлінського, великого князя київського Володимира Святославича, М.Гоголя, О.Грибоєдова, архієпископа (Георгія Кониського), М.Ломоносова, О.Пушкіна, Л.Толстого; 75-літтю Ніжинського інституту кн. Безбородька (див. Ніжинський ліцей). У 1904–05 та 1911–16 чл. товариства читали публічні платні лекції з відрахуванням (від 1914) 25 % на користь поранених. Товариство брало активну участь у підготовці та проведенні 12-го Археологічного з'їзду в Харкові (1902): у травні 1900 було створено спеціальну Археологічну комісію, яка протягом 1900–02 координувала зусилля місцевих аматорів з вивчення архівних зібрань, етнографічних і фольклорних студій, досліджень археологічних старожитностей та історичних пам'яток.
Товариство мало власний друкований орган – "Сборник Историко-филологического общества при Институте князя Безбородко в Нежине" (т. 1–10, 1896–1916), де публікувалися повідомлення про діяльність товариства, його склад, зачитані на засіданнях товариства реферати, рецензії, протоколи публічних лекцій. Від 7-го т. "Сборник…" складався з гоголівського, слов'яно-рус., істор., класичного, пед. відділів. Окремі томи були присвячені О.Пушкіну (т. 3), М.Гоголю (т. 4), укр. нар. пісням та бандуристам (т. 5), філологу В.Петру (т. 9). Праці членів товариства також друкувалися в "Известиях Нежинского историко-филологического института князя Безбородко". При товаристві існувала бібліотека та архів, до якого, зокрема, входив архів колишнього ніжинського грецького магістрату.
Очолювали товариство Ф.Гельбке (1894–1900, 1905–07), А.Добіаш (1900–01), М.Бережков (1902–04), І.Турцевич (1907–09), П.Тихомиров (1909–12, 1915–19), В.Петр (1912–14), І.Леціус (1914–15). 1905–07 засідання товариства не проводилися. Членами товариства за весь період його діяльності було бл. 100 осіб, у т. ч. П.Барсов, І.Галант, М.Довнар-Запольський, Є.Кивлицький, В.Ляскоронський, Г.Максимович, М.Мандес, І.Марков, В.Піскорський, О.Покровський, В.Рєзанов, В.Савва, М.Соколов, М.Харузін, Є.Щепкін та ін. Почесними членами товариства були В.Антонович, М.Бережков, Ф.Гельбке, А.Добіаш, Г.Зенгер, А.Кадлубовський, О.Мусін-Пушкін, Є.Пєтухов, М.Сперанський, І.Турцевич.
1917–19 фактично не діяло. 1919 офіційно припинило свою діяльність.